# Ten Freedom Summers
Ten Freedom Summers est un album de free jazz du trompettiste et compositeur Wadada Leo Smith. Édité en coffret de quatre disques le 5 mai 2012 par Cuneiform Records, l'album comprend dix-neuf morceaux, principalement sur le thème du mouvement afro-américain des droits civiques.
Ten Freedom Summers est finaliste du prix Pulitzer de musique en 2013.

## Pistes
Toute la musique est composée par Wadada Leo Smith.
| Premier disque | Premier disque                                                                       | Premier disque | Premier disque | Premier disque | Premier disque | Premier disque | Premier disque | Premier disque | Premier disque |
| No             | Titre                                                                                | Durée          |                |                |                |                |                |                |                |
| -------------- | ------------------------------------------------------------------------------------ | -------------- | -------------- | -------------- | -------------- | -------------- | -------------- | -------------- | -------------- |
| 1.             | Dred Scott: 1857                                                                     | 11:48          |                |                |                |                |                |                |                |
| 2.             | Malik Al Shabazz and the People of the Shahada                                       | 5:15           |                |                |                |                |                |                |                |
| 3.             | Emmett Till: Defiant, Fearless                                                       | 18:02          |                |                |                |                |                |                |                |
| 4.             | Thurgood Marshall and Brown vs. Board of Education: A Dream of Equal Education, 1954 | 15:05          |                |                |                |                |                |                |                |
| 5.             | John F. Kennedy's New Frontier and the Space Age, 1960                               | 22:08          |                |                |                |                |                |                |                |
| 72:18          |                                                                                      |                |                |                |                |                |                |                |                |

| Deuxième disque | Deuxième disque                                                              | Deuxième disque | Deuxième disque | Deuxième disque | Deuxième disque | Deuxième disque | Deuxième disque | Deuxième disque | Deuxième disque |
| No              | Titre                                                                        | Durée           |                 |                 |                 |                 |                 |                 |                 |
| --------------- | ---------------------------------------------------------------------------- | --------------- | --------------- | --------------- | --------------- | --------------- | --------------- | --------------- | --------------- |
| 1.              | Rosa Parks and the Montgomery Bus Boycott, 381 Days                          | 12:43           |                 |                 |                 |                 |                 |                 |                 |
| 2.              | Black Church                                                                 | 16:35           |                 |                 |                 |                 |                 |                 |                 |
| 3.              | Freedom Summer: Voter Registration, Acts of Compassion and Empowerment, 1964 | 12:34           |                 |                 |                 |                 |                 |                 |                 |
| 4.              | Lyndon B. Johnson's Great Society and the Civil Rights Act of 1964           | 24:12           |                 |                 |                 |                 |                 |                 |                 |
| 66:04           |                                                                              |                 |                 |                 |                 |                 |                 |                 |                 |

| Troisième disque | Troisième disque                                                                | Troisième disque | Troisième disque | Troisième disque | Troisième disque | Troisième disque | Troisième disque | Troisième disque | Troisième disque |
| No               | Titre                                                                           | Durée            |                  |                  |                  |                  |                  |                  |                  |
| ---------------- | ------------------------------------------------------------------------------- | ---------------- | ---------------- | ---------------- | ---------------- | ---------------- | ---------------- | ---------------- | ---------------- |
| 1.               | Freedom Riders Ride                                                             | 16:40            |                  |                  |                  |                  |                  |                  |                  |
| 2.               | Medgar Evers: A Love-Voice of a Thousand Years' Journey for Liberty and Justice | 10:07            |                  |                  |                  |                  |                  |                  |                  |
| 3.               | D.C. Wall: A War Memorial for All Times                                         | 12:17            |                  |                  |                  |                  |                  |                  |                  |
| 4.               | Buzzsaw: The Myth of a Free Press                                               | 15:03            |                  |                  |                  |                  |                  |                  |                  |
| 5.               | Little Rock Nine: A Force for Desegregation in Education, 1957                  | 13:49            |                  |                  |                  |                  |                  |                  |                  |
| 67:56            |                                                                                 |                  |                  |                  |                  |                  |                  |                  |                  |

| Quatrième disque | Quatrième disque                                                    | Quatrième disque | Quatrième disque | Quatrième disque | Quatrième disque | Quatrième disque | Quatrième disque | Quatrième disque | Quatrième disque |
| No               | Titre                                                               | Durée            |                  |                  |                  |                  |                  |                  |                  |
| ---------------- | ------------------------------------------------------------------- | ---------------- | ---------------- | ---------------- | ---------------- | ---------------- | ---------------- | ---------------- | ---------------- |
| 1.               | America, Parts 1, 2 & 3                                             | 14:11            |                  |                  |                  |                  |                  |                  |                  |
| 2.               | September 11th, 2001: A Memorial                                    | 9:39             |                  |                  |                  |                  |                  |                  |                  |
| 3.               | Fannie Lou Hamer and the Mississippi Freedom Democratic Party, 1964 | 8:36             |                  |                  |                  |                  |                  |                  |                  |
| 4.               | Democracy                                                           | 14:30            |                  |                  |                  |                  |                  |                  |                  |
| 5.               | Martin Luther King, Jr: Memphis, the Prophecy                       | 20:34            |                  |                  |                  |                  |                  |                  |                  |
| 67:30            |                                                                     |                  |                  |                  |                  |                  |                  |                  |                  |